# Tomohide Utsumi
Tomohide Utsumi (nascido em 7 de dezembro de 1958) é um treinador japonês de basquetebol. Utsumi dirigiu o Japão nos Jogos Olímpicos de Verão de 2016 e levou a equipe feminina ao oitavo lugar.